# ゲヴォルク・ワルタニャン
ゲヴォルク・アンドレーエヴィチ・ワルタニャン（ロシア語: Вартанян, Геворк Андреевич、アルメニア語: Գևորգ Անդրեևիչ Վարդանյան、1924年2月17日 - 2012年1月10日）は、ソ連の職業的諜報員。退役大佐。コードネームは、アミール（Амир）。イラン系アルメニア人。ソ連邦英雄。

## 人物
ロストフ・ナ・ドヌに生まれる。父親のアンドレイ・ワルタニャンはイラン国籍で、バター工場長だった。1930年、一家は、GPUの密命を帯びてイランに出国した。アンドレイは商業活動をカバーにして、イラン国内にエージェント網を作り上げた。息子のゲヴォルクも、父親の影響を受けて諜報員となった。
1940年2月、ゲヴォルグは、駐テヘランNKVD支局と接触し、イラン国内のドイツ諜報員の摘発に関するグループを率いた。彼のグループは、2年間だけで約400人のドイツ諜報部関係者を特定した。
1942年、更に複雑な任務がゲヴォルグに付与された。当時、イギリスとソ連は同じ連合国側だったが、ソ連に対する破壊工作を継続していた。イギリスは、テヘランに破壊工作学校を設立し、ロシア語を話す青年を集めて、事後のソ連潜入工作を準備していた。中央の指令により、ゲヴォルグはこの学校に潜入し、学校と生徒に関する詳細な情報を入手した。
後にソ連に潜入したイギリスの工作員達は、無力化されるか、ソ連側に再徴募されることとなった。1943年11月 - 12月のテヘラン会談出席者の安全の保障にも参加した。
1951年、ソ連に帰国し、エレバン大学外国語学部を卒業。その後、1992年までイリーガル・エージェントとして世界各地で活動した。
2012年1月10日、モスクワで病死。87歳没。

## パーソナル
妻のゴアル（Гоар）も、イリーガルであり、30年以上夫婦で諜報活動を行った。ゴアルは、赤旗勲章を受章。1986年秋に引退。

## 脚註
1. ↑  Ушел из жизни легендарный советский разведчик Амир RBC 2012-1-11